# Bodies Without Organs
Bodies Without Organs (of kortweg BWO) is een Zweedse elektropopgroep, opgericht in 2004 door Martin Rolinski (zang), Alexander Bard (producer; laptop) en Marina Schiptjenko (laptop). Naast Alexander is ook Anders Hansson producer van de band. Jean-Pierre Barda heeft meegeschreven aan de eerste single en is regelmatig in clips van de band te zien. De groep is zeer succesvol in de Scandinavische landen en in Oost-Europa.

## Oorsprong
De naam Bodies Without Organs komt van de filosofische term body without organs, bedacht door twee Franse filosofen in het boek L'Anti-Oedipe. De groepsnaam betekent letterlijk "Orgaanloos lichaam", een term voor het veranderende sociale lichaam van verlangen. Vermits verlangen zeer veel verschillende vormen kan aannemen, moet het steeds nieuwe kanalen en andere combinaties zoeken om zichzelf te realiseren, zo een Lichaam zonder Organen vormend. Alexander Bard, zelf filosoof en schrijver van enkele filosofische boeken, vond het een uitstekende term en gaf de naam aan zijn nieuwe band.

## Succes
Hun eerste album Prototype was een inslaand succes in Zweden. Zeven singles werden van het album genomen en haalde er Platinum. In april 2006 kwam hun tweede album uit, Halcyon Days, waar ook weer vier singles uit werden voortgebracht. Het remix- album Halcyon Nights kwam uit in december 2006, en bevatte enkele nieuwe remixen van oude nummers.
In 2005 met "Gone" en 2006 met "Temple of love" namen ze deel aan de preselecties van het Eurovisiesongfestival in Zweden (het Melodifestivalen). Hun bijdragen eindigden als resp. vijfde en tweede. Op de preselectie van 2006 presenteerden zij zich ook voor het eerst met de afgekorte groepsnaam, BWO. Carola eindigde dat jaar als eerste en mocht naar het festival. Hun derde album Fabricator werd uitgebracht op 19 september 2007 en in 2008 volgde dan het verzamelalbum Pandemonium, met daarop ook drie nieuwe nummers.
In 2008 waagde de groep zich weer in de Zweedse voorrondes van het Eurovisiesongfestival. Ze namen deel met "Lay your love on me", een nummer geschreven door Alexander Bard, Anders Hansson en het duo dat vorige keer Carola naar het festival stuurde, Bobby Ljunggren en Henrik Wikstrom. Het lied werd uiteindelijk derde in de finale.
Op 15 augustus 2008 werd Chariots of Fire uitgebracht in Duitsland en deze single wordt in 2009 ook in de Verenigde Staten uitgebracht. Ook vanuit het Verenigd Koninkrijk is er interesse: in 2008 bereikten de singles Sunshine in the rain en Lay your love on me een bescheiden notering in de Britse hitparade.
In 2009 deed de groep een vierde poging in het Melodifestivalen. Ze namen deel met een ballad getiteld You're Not Alone en geschreven door Bard, Hansson en Fredrik Kempe. Dat werd ook meteen de eerste single uit hun nieuw album Big Science, dat uitgebracht werd op 1 april 2009.
In 2010 werd de band (voorlopig) op non-actief gezet: Martin begon een solocarrière met wisselend succes en Alexander begon een nieuwe band: Gravitonas.

## Discografie

### Albums
| Release        | Album          |
| -------------- | -------------- |
| Maart 2005     | Prototype      |
| April 2006     | Halcyon Days   |
| December 2006  | Halcyon Nights |
| September 2007 | Fabricator     |
| April 2008     | Pandemonium    |
| April 2009     | Big Science    |

### Singles
| Release        | Single                          | Album                    |
| -------------- | ------------------------------- | ------------------------ |
| Mei 2004       | "Living In A Fantasy"           | Prototype                |
| Oktober 2004   | "Conquering America"            | Prototype                |
| Februari 2005  | "Sixteen Tons of Hardware"      | Prototype                |
| Mei 2005       | "Gone"                          | Prototype                |
| Juni 2005      | "Open Door"                     | Prototype                |
| Augustus 2005  | "Sunshine In The Rain"          | Prototype                |
| December 2005  | "Voodoo Magic"                  | Prototype                |
| Maart 2006     | "Temple Of Love"                | Halcyon Days             |
| Mei 2006       | "We Could Be Heroes"            | Halcyon Days             |
| September 2006 | "Will My Arms Be Strong Enough" | Halcyon Days             |
| Oktober 2006   | "Chariots Of Fire"              | Halcyon Days             |
| Mei 2007       | "Save My Pride"                 | Fabricator               |
| Augustus 2007  | "Let It Rain"                   | Fabricator               |
| Augustus 2007  | "Rhythm Drives Me Crazy"        | Fabricator               |
| Oktober 2007   | "The Destiny Of Love"           | Fabricator               |
| December 2007  | "Give Me The Night"             | Fabricator               |
| Maart 2008     | "Lay Your Love On Me"           | Pandemonium              |
| Mei 2008       | "Barcelona"                     | Pandemonium              |
| Augustus 2008  | "The Bells Of Freedom"          | Pandemonium              |
| Oktober 2008   | "Gomenasai"                     | Fabricator / Pandemonium |
| Maart 2009     | "You're Not Alone"              | Big Science              |
| Mei 2009       | "Right Here Right Now"          | Big Science              |
| September 2009 | "Rise To The Occasion"          | Big Science              |
| December 2009  | "Kings Of Tomorrow"             | Big Science              |